# Exocentrus testudineus
Exocentrus testudineus är en skalbaggsart som beskrevs av Masaki Matsushita 1931. Exocentrus testudineus ingår i släktet Exocentrus och familjen långhorningar. Inga underarter finns listade i Catalogue of Life.